# Il caso del sindacato chimico
Il caso del sindacato chimico è una storia a fumetti del 1939 di Bob Kane (disegni) e Bill Finger (testi), apparsa originariamente sul numero 27 di Detective Comics, ed è considerata la prima apparizione del supereroe DC Comics Batman. Grazie alla presenza di questa storia, il numero 27 di Detective Comics è considerato il secondo fumetto di maggior valore economico al mondo (si stima valga 1,380,000 dollari).

## Trama
Un uomo di nome Lambert, industriale ricco e famoso proprietario di un'industria di prodotti chimici, viene ucciso, e le impronte digitali di suo figlio vengono rinvenute sull'arma del delitto, un coltello. Il commissario Gordon si reca sulla scena del crimine, e interroga Lambert. Jr., il quale rivela di non essere l'assassino del padre, e che le sue impronte digitali si trovano sul coltello, perché lui stesso ha estratto l'arma dalla schiena del genitore. Rivela inoltre che suo padre divideva la società con altre tre persone: Steve Crane, Alfred Stryker e Paul Rogers.
Proprio in quel momento, Steve Crane chiama il commissario Gordon, e gli parla di una minaccia di morte anonima ricevuta da Lambert il giorno prima, e dell'ennesima minaccia da lui ricevuta lo stesso giorno. La polizia si dirige quindi a casa di Crane, ma nel frattempo un malvivente lo uccide sparandogli, scappa dalla finestra e fugge sul tetto, dove incontra un complice, e gli mostra un contratto che ha rubato. Improvvisamente, una creatura terrificante e oscura incombe su di loro: è Batman, che sconfigge i due criminali e s'impossessa del contratto, studiandolo attentamente.
Più tardi, Paul Rogers va a casa di Alfred Stryker, e incappa nell'assistente di quest'ultimo, Jennings, il quale lo rinchiude in una camera a gas, per ucciderlo. Da una finestra aperta, Batman fa irruzione nella stanza, salva Rogers, e sconfigge Jenkins. Entra quindi in scena Stryker, che si rivela essere la mente criminale dietro a tutta la vicenda, e armato di coltello attacca Rogers, ma Batman lo ferma.
Batman rivela che Stryker voleva il controllo totale della società, la Apex Chemical Co., e ha quindi assunto alcuni assassini per uccidere i suoi partner commerciali. Stryker si libera dalla stretta di Batman ed estrae la pistola per sparargli, ma questi gli dà un pugno che lo scaraventa in un serbatoio di acido, uccidendolo.
In questa sua prima versione, si può notare il carattere senza scrupoli del personaggio, una particolarità che andrà a scemare negli anni a venire, rendendo lo spietato omicidio del Cavaliere Oscuro in questo numero, solo un'eccezione.
A vicenda conclusa, il commissario Gordon parla con l'amico Bruce Wayne, miliardario filantropo, e gli racconta l'impresa compiuta da Batman. Bruce si mostra disinteressato, saluta il commissario, e torna a casa; nella scena finale, al lettore viene mostrato che il miliardario all'apparenza annoiato e pigro, altri non è che Batman.

## Ristampe
La storia è stata ripubblicata nei seguenti volumi:
- Detective Comics n. 387
- Detective Comics n. 627
- Famous First Edition C-28
- Millennium Edition: Detective Comics n. 27
- Gli Archivi di Batman vol. 1
- Batman Chronicles vol. 1
- Batman: dagli anni '30 agli anni '70